# Juan Giha
Juan Jorge Giha Yarur, född 23 april 1955 i Santiago i Chile, är en peruansk sportskytt.
Han tävlade i olympiska spelen 1980, 1984, 1988, 1992, 1996 samt 2000. Han blev olympisk silvermedaljör i skeet vid sommarspelen 1992 i Barcelona.